# Vallehermoso (Philippines)
Pour les articles homonymes, voir Vallehermoso.
Vallehermoso est une localité de la province du Negros oriental, aux Philippines. En 2015, elle compte 38 259 habitants.